# Бугуруслановка
Бугурусла́новка (рос. Бугуруслановка, башк. Боғорослан) — присілок у складі Стерлітамацького району Башкортостану, Росія. Входить до складу Максимовської сільської ради.
Населення — 233 особи (2010; 249 в 2002).
Національний склад:
- росіяни — 65%